# Tatort: Tödliche Freundschaft
Tödliche Freundschaft ist ein Fernsehfilm aus der Kriminalreihe Tatort. Der Film wurde vom Norddeutschen Rundfunk unter der Regie von Herrmann Zschoche produziert und am 21. Mai 1995 erstmals ausgestrahlt. Es handelt sich um die Tatort-Folge 310. Für den Kriminalhauptkommissar Paul Stoever (Manfred Krug) ist es der 24. Fall. Für seinen Kollegen Peter Brockmöller (Charles Brauer) ist es der 21. Fall, in dem er ermittelt.

## Handlung
Die Kommissare Stoever und Brockmöller  werden zu einem Mordfall gerufen. Der Wissenschaftler Jochen Kronberg wird erstochen in einer Bunkerruine aufgefunden. Er war aktiver Radsportler und während einer Trainingsfahrt hatte ihn sein Mörder abgefangen.
Der Wissenschaftler und Biologe hat eine sehr wohlhabende Mutter, die ihren Lebensabend in einem Sanatorium verlebt. Von ihr erfahren die Ermittler, dass ihr Sohn mit der Pflegerin Ingrid befreundet war und sie ein Kind von ihm erwartet. Ehe Stoever und Brockmöller die junge Frau jedoch befragen können, wird sie vorsätzlich von einem Auto angefahren und stirbt.
Die Recherchen der Ermittler ergeben, dass Kronbergs Mutter fast ihr gesamtes Vermögen einer dubiosen Kapitalanlagegesellschaft anvertraut hat. Möglicherweise hat sich Jochen Kronberg mit dieser Gesellschaft angelegt, doch auch die Noch-Ehefrau des Opfers wollte sich vielleicht durch ein vorheriges Ableben ihres Mannes ein Pflichtteil sichern. Beide Möglichkeiten scheiden jedoch schnell aus.
Brockmöller erfährt von der Frauenärztin, dass Ingrids Kind missgebildet war und dass dies bereits der zweite Fall in letzter Zeit gewesen ist. Als die Ermittler herausfinden, dass Jochen Kronberg der Vater zu beiden Kindern war, werfen sie einen Blick in die wissenschaftliche Vergangenheit des Opfers. Dabei trifft Stoever auf Dr. Dieter Frank, der mit Jochen Kronberg jahrelang zusammen bei „Delta Pharma“ gearbeitet hat. Sie hatten sich mit einem genveränderten Wachstumshormon für die Schweinemast beschäftigt, bis Kronberg vor einigen Monaten überraschend gekündigt hatte.
Von Kronbergs Nachbarn wird Stoever auf den „Schweinebaron“ Hausmann aufmerksam gemacht, der bekannterweise mit Medikamenten bei der Schweinemast nachhilft. So vermuten die Ermittler, dass er in Zusammenarbeit mit Dr. Dieter Frank und anfangs auch Kronberg ein nicht zugelassenes Mittel produziert und in seinem Mastbetrieb einsetzt. Es gelingt ihnen, an eine Probe des Mittels zu gelangen, und nach der Analyse bestätigt es die Vermutung, dass die missgebildeten Babys der beiden Frauen darauf zurückzuführen waren.
Brockmöller findet derweil heraus, dass Heimleiter Dr. Beuck eine heimliche Überwachungsanlage im Aufenthaltsraum der Schwestern installiert hat, was sein verdächtiges Benehmen der Polizei gegenüber erklärt. Ein Mordmotiv kann er daraus zunächst nicht ableiten. Aber Stoever wird auf Beucks roten Golf aufmerksam, mit dem vermutlich Schwester Ingrid angefahren wurde. Beuck gibt daraufhin an, dass es ein Unfall gewesen sei. Doch Stoever glaubt ihm nicht. Nachdem er ihm auch den Mord an Kronberg zuordnen will, protestiert Beuck und erklärt, dass dies Dr. Dieter Frank zu verantworten habe. Jener wusste um die illegalen Medikamente und hatte von Hausmann als „Schweigegeld“ Fleisch für die Küche seines Seniorenheims erhalten. Da die schwangeren Schwestern auch davon gegessen hatten und er von den Missbildungen erfahren hatte, sei er in Panik geraten und wollte die Angelegenheit vertuschen. Da Schwester Elke vor kurzem Suizid begangen hatte, hätte nur noch über Schwester Ingrid der Skandal bekannt werden können, was er um jeden Preis verhindern wollte.
Aufgrund von Dr. Beucks Aussage wird auch Dr. Dieter Frank festgenommen.

## Hintergrund
Der Film wurde vom NDR und Studio Hamburg produziert und in Hamburg gedreht.

## Rezeption

### Einschaltquoten
Die Erstausstrahlung sahen 8,05 Millionen Zuschauer, was einem Marktanteil von 26,09 % entspricht.

### Kritiken
Die Kritiker der Fernsehzeitschrift TV Spielfilm vergaben eine mittlere Wertung (Daumen zur Seite) und schrieben: „Wirrer Exkurs in Frankensteins Welt“.